# Parafia Ducha Świętego w Bytkowie
Parafia Ducha Świętego w Siemianowicach Śląskich-Bytkowie – rzymskokatolicka parafia w Siemianowicach Śląskich-Bytkowie. Przynależy ona do dekanatu Siemianowice Śląskie, natomiast jej siedziba znajduje się przy ulicy Węglowej 7a. Została ona erygowana 1 sierpnia 1980 roku.

## Historia
Budowę kościoła parafialnego rozpoczęto w 1978 roku. Wówczas to 17 grudnia wmurowano kamień węgielny pod budowę świątyni podczas uroczystej mszy świętej pod przewodnictwem księdza biskupa Herberta Bednorza. Parafia została powołana 1 sierpnia 1980 roku. Poświęcenia kościoła odbyło się 20 grudnia 1980 roku.
W grudniu 1984 roku powstaje cmentarz parafialny, a w styczniu 1985 roku zorganizowano chór parafialny. W styczniu 1998 roku wydano pierwszy numer gazety parafialnej Zwiastun Bytkowski, a we wrześniu 1999 roku opiece duszpasterskiej parafii został powierzony dom opieki dla niewidomych w Chorzowie Starym. W 2009 roku dotychczasowy proboszcz parafii – ksiądz Konrad Zubel wystosował prośbę o zwolnienie z funkcji proboszcza, a nowym został mianowany 26 lipca 2009 roku ksiądz Tomasz Koprzyk. Ksiądz Konrad Zubel 21 października 2019 roku został mianowany honorowym obywatelem miasta Siemianowice Śląskie, a z inicjatywy parafian odsłonięto tablicę będącą wyrazem wdzięczności dla kapłana.

## Działalność duszpasterska
W kościele parafialnym odbywają się msze święte (siedem w niedziele i święta nakazane oraz trzy w dni powszednie), a także różnego typu nabożeństwa. Działają tu też liczne organizacje i grupy parafialne, w tym Ministranci, Dzieci Maryi, Oaza młodzieżowa, Oaza Domowego Kościoła, Franciszkański Zakon Świeckich, Legion Maryi i inne.